# Ryōkan
Ryōkan, o Ryookan (良寛, Ryōkan?), nacido como Eizō Yamamoto (山本栄蔵), también conocido como Daigu Ryōkan (大愚良寛) fue un monje budista Zen, calígrafo y poeta que vivió en Niigata (Japón) del 1758 al 1831. Fue conocido por su poesía y caligrafía, que reflejan ambas la esencia del zen.

## Biografía
Nació en Izumozaki, en la provincia de Echigo, actual prefectura de Niigata, una región fría, con abundantes nieves invernales, ubicada en Honshū, la principal isla del Japón. Descendiente de una familia acomodada, su padre poeta de cierto renombre ejercía la jefatura del poblado, el joven Eizo pasó su juventud dedicado al estudio. A los dieciocho años decidió entrar en un monasterio zen. Allí su vida dio un vuelco. Estudió con el famoso maestro Kokusen de la secta Sōtō. El monje budista Ryōkan compuso muchos wakas en un estilo naïve evadiendo intencionalmente las reglas complejas y el estilo tradicional del waka.
Después de la muerte de su maestro, Ryokan fue reconocido como el único heredero y depositario de la Transmisión. Pero a pesar de haber sido designado como sucesor de Kokusen, elegirá partir. Pasará los próximos veinte años en una ermita en la montaña. La llamará Gogo an. 
En los últimos años conoce a Teishin, una monja zen joven, con la que mantuvo una íntima amistad. En el final de su vida, abandonará Gogo an para instalarse en la residencia de su amigo Kimura Motoemon. El "gran tonto", 'daigu' en japonés, murió en 1831, a los setenta y dos años.